# Chicken McNuggets
Chicken McNuggets é um tipo de nugget de frango oferecido na cadeia internacional de fast-food McDonald's. O produto foi introduzido inicialmente em mercados selecionados em 1981, e disponibilizado em todos os Estados Unidos em 1983. Eles consistem em pequenos pedaços de carne de frango processada, empanada e frita.

## Descrição e origem
Os McNuggets foram concebidos pelo fundador da Keystone Foods, Herb Lotman, no final da década de 1970. O primeiro chef executivo da rede, René Arend, criou a receita oficial dos nuggets em 1979. Em 1983, o produto se tornou disponível em todas as franquias da lanchonete nos Estados Unidos.
De acordo com o McDonald's, os nuggets vêm em quatro formas distintas: sino, gravata-borboleta, bola e bota. Os tamanhos e formas são padronizados para garantir que o tempo de cozimento seja o mesmo.

## Ingredientes
Até agosto de 2016, os ingredientes dos nuggets no Brasil eram: frango desossado, água, sal, tempero (amido de trigo, levedura autolisada, sal, flavorizante natural, óleo de cártamo, dextrose); fosfatos de sódio; a massa é uma mistura de água, farinha de trigo enriquecida (farinha de trigo branca, niacina, ferro, mononitrato de tiamina, riboflavina, ácido fólico), farinha de milho, farinha de trigo branca, amido, sal, levedantes (bicarbonato de sódio, pirofosfato ácido de sódio, fosfato de alumínio e sódio, fosfato monocálcio, lactato de cálcio), temperos, amido de trigo, dextrose e amido de milho. O óleo vegetal utilizado para fritá-los é uma mistura de óleo de canola, óleo de milho e óleo de soja comum e hidrogenado. Os preservantes ácido cítrico e terc-butil-hidroquinona (TBHQ) e o agente antiespumante dimetil polissiloxano também são utilizados na receita.
No mesmo ano, a empresa anunciou que estaria retirando os conservantes artificiais da receita até os Jogos Olímpicos de Verão do Rio de Janeiro.

## Venda
Os Chicken McNuggets são vendidos em porções de diversos tamanhos, dependendo do país de compra. No Brasil, eles estão disponíveis em pacotes de 4 ou 10 unidades. Em Portugal, as porções são de 4 em caixa individual, 6 como parte do McMenu, e 10 e 20 unidades exclusivamente para entrega em domicílio.  Nos Estados Unidos, eles vêm em pacotes de 4, 6, 10, 20 e 40. Em alguns mercados, incluindo o Reino Unido, eles são vendidos em pacotes de 4 (como parte de um McLanche Feliz), 6, 9 ou 20. Na Nova Zelândia e Austrália, eles também estão disponíveis em pacotes de 3.
Uma versão halal do alimento foi lançada em duas lojas na cidade de Dearborn, Michigan, onde há uma grande comunidade muçulmana, em setembro de 2000; a venda foi descontinuada em 2013.
Em 2009, os McNuggets foram lançados em todos os restaurantes da cadeia na Índia.

## Molhos
Os McNuggets vem acompanhados de opções de molho, em caixas de 25ml. Ketchup, mostarda e maionese também são frequentemente usados para mergulhar os nuggets. As opções de molhos disponíveis variam de país para país. 
No Brasil, os molhos são barbecue, creamy ranch, caipira e agridoce. Em Portugal e em outros países da Europa, há também um molho de caril. Em março de 2018, os molhos disponíveis nos Estados Unidos eram especial, buffalo picante, ranch habanero, mostarda e mel, barbecue picante e mel. . Em outubro de 2017, o McDonald's reintroduziu por um dia em algumas lojas dos Estados Unidos o molho szechuan, lançado originalmente como uma edição limitada promocional na ocasião do lançamento do filme Mulan, em 1998. A volta foi provocada por um episódio da série Rick and Morty que menciona o molho; o criador da série, Justin Roiland, e três fãs selecionados receberam galões de 1,8 litro do molho em maletas especiais. Em fevereiro de 2018, o molho voltou a estar disponível em todas as franquias do país.
No Japão, há um molho exclusivo feito de ume (ameixa japonesa).

## Críticas
Em 2002, durante uma ação judicial contra o McDonald's, um juiz federal de Manhattan afirmou que os Chicken McNuggets eram um "McFrankenstein". O juiz identificou que, em vez de ser meramente frango frito, a receita dos McNuggets incluía ingredientes não utilizados em culinária caseira, como extrato de alecrim, vitaminas (niacina, tiamina, riboflavina e ácido fólico) e conservantes (bicarbonato de sódio, lactato de cálcio, etc.).
Uma campanha publicitária promovendo a nova receita de McNuggets livre de preservantes, lançada em 2016, foi duramente criticada nos Estados Unidos e Canadá por conter a frase "queremos o que é melhor para nossos filhos". De acordo com os críticos, a frase daria a entender que o alimento é saudável para crianças, quando na verdade uma porção de apenas quatro nuggets tem 25% do valor diário de gordura e 15% do valor diário de sódio recomendado para crianças entre quatro e oito anos de idade.